# Wendell Cushing Neville

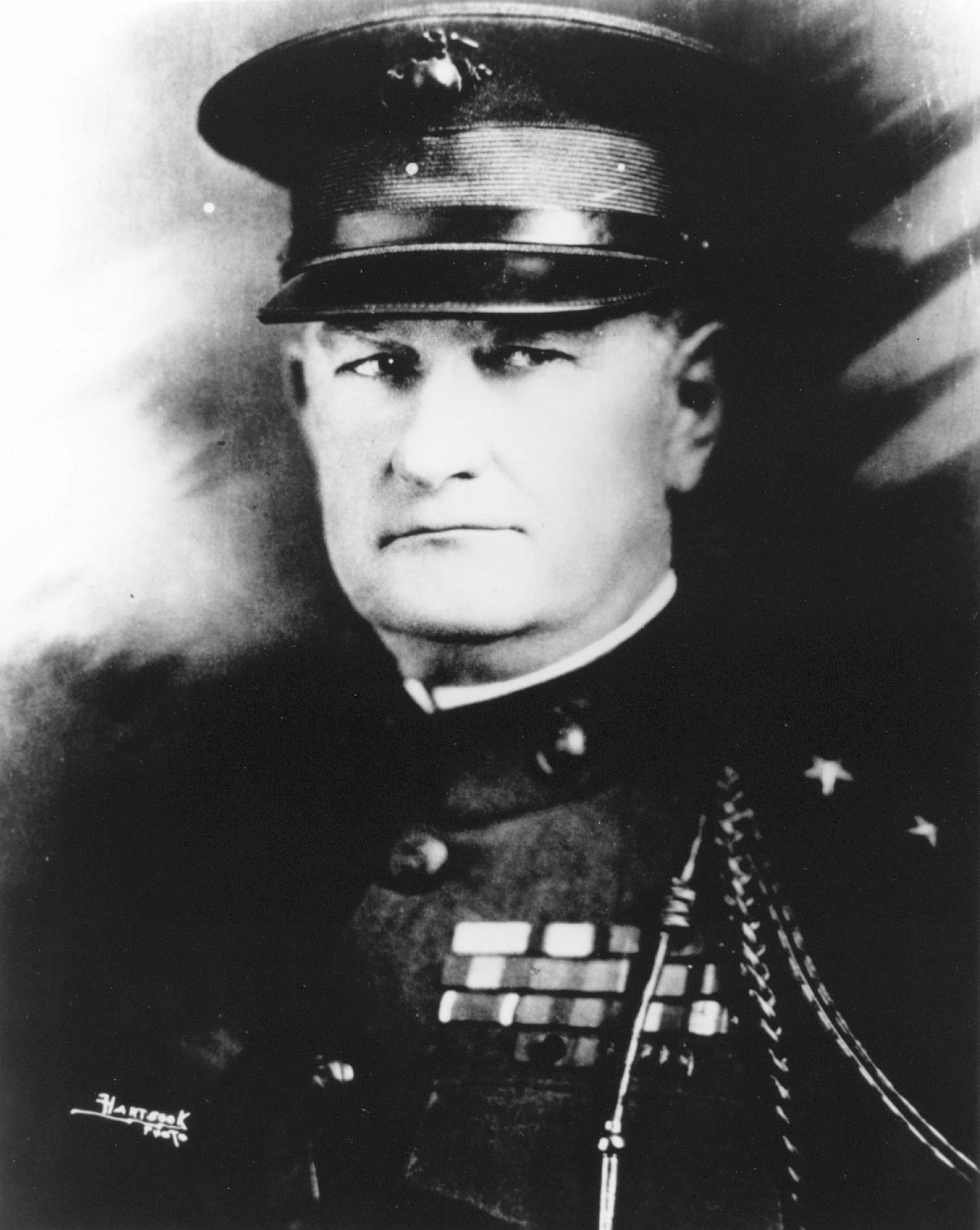
Generalmajor Wendell C. Neville, Commandant des U.S. Marine Corps

Wendell Cushing Neville (* 12. Mai 1870 in Portsmouth, Virginia; † 8. Juli 1930 in Edgewater Beach (bei Annapolis), Maryland) war ein Generalmajor (Major General) im United States Marine Corps. Er wurde mit der Medal of Honor ausgezeichnet und war von 1929 bis 1930 Commandant of the Marine Corps (Befehlshaber).

## Leben und Laufbahn

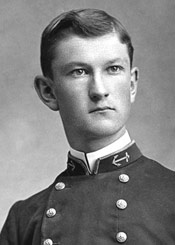
Wendell C. Neville als Fähnrich an der U.S. Naval Academy

Neville stammte aus Portsmouth, Virginia und ging 1886 an die Marineakademie (Naval Academy) von Annapolis. Nach Abschluss der Ausbildung dort im Jahr 1890 folgte das damals übliche zweijährige Bordpraktikum in der Flotte. 1892 wurde Neville im Range eines Leutnants im Marine Corps zum Offizier ernannt (commissioned).
Bei Ausbruch des Spanisch-Amerikanischen Krieges von 1898 wurde Neville dem 1. Bataillon zugeteilt, das eilig für den Einsatz auf Kuba zusammengestellt wurde. Die Einheit führte unter schwerem Beschuss einen wuchtigen Angriff in der Guantanamo Bay durch, der erfolgreich mit der Errichtung eines Brückenkopfes abgeschlossen werden konnte. Für herausragende Tapferkeit und Führungsqualitäten in diesem Gefecht wurde Leutnant Neville am 13. Juni 1898 der Ehrenrang eines Hauptmanns (Captain) des Marine Corps verliehen. Nach ihrer Einführung im Jahr 1921 erhielt Neville aus diesem Anlass die Marine Corps Brevet Medal.
Zum Dienstgrad eines (ordentlichen) Hauptmanns befördert, erhielt Neville das Kommando über ein Bataillon, das nach China entsandt wurde, um die durch den Boxeraufstand schwer bedrängte dortige Garnison im Gesandtschaftsviertel von Peking zu verstärken.
Auf den Philippinen war er militärischer Gouverneur der Provinz Basilan. Anschließend diente er erneut in Kuba, dann in Nicaragua, Panama und Hawaii. Während der amerikanischen Besetzung von Veracruz 1914 kommandierte Neville ein Küstenschutzregiment (2nd Advance Base Regiment). Im Rang eines Oberstleutnants wurde ihm die Medal of Honor für seinen Einsatz verliehen.
1915 bis 1917 folgte eine erneute Verwendung in China als Kommandeur eines internationalen militärischen Verbands in Peking. Im August 1916 erfolgte seine Beförderung zum Oberst.

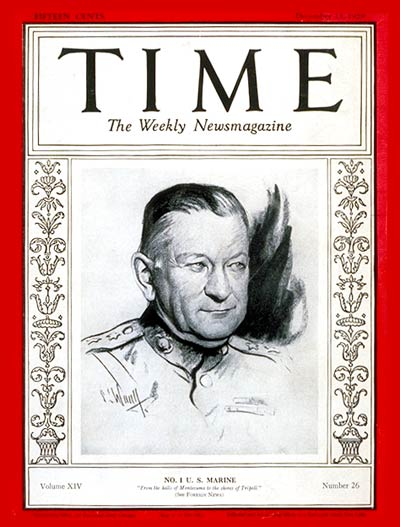
Titelblatt des Time-Magazine (1929)

Am 1. Januar 1918 wurde er Kommandeur des 5. Regiments der Marines in Frankreich. Im Mai 1918 führte er das Regiment in der Schlacht im Wald von Belleau, in der eine deutsche Großoffensive abgewehrt wurde. Im Juli des Jahres wurde Neville zusätzlich die 4. Brigaden unterstellt. Er führte diesen vergrößerten Verband in den letzten Monaten des Ersten Weltkriegs und während der Besatzungszeit in Deutschland. Im Jahr 1919 wurde Neville zum Brigadegeneral befördert.

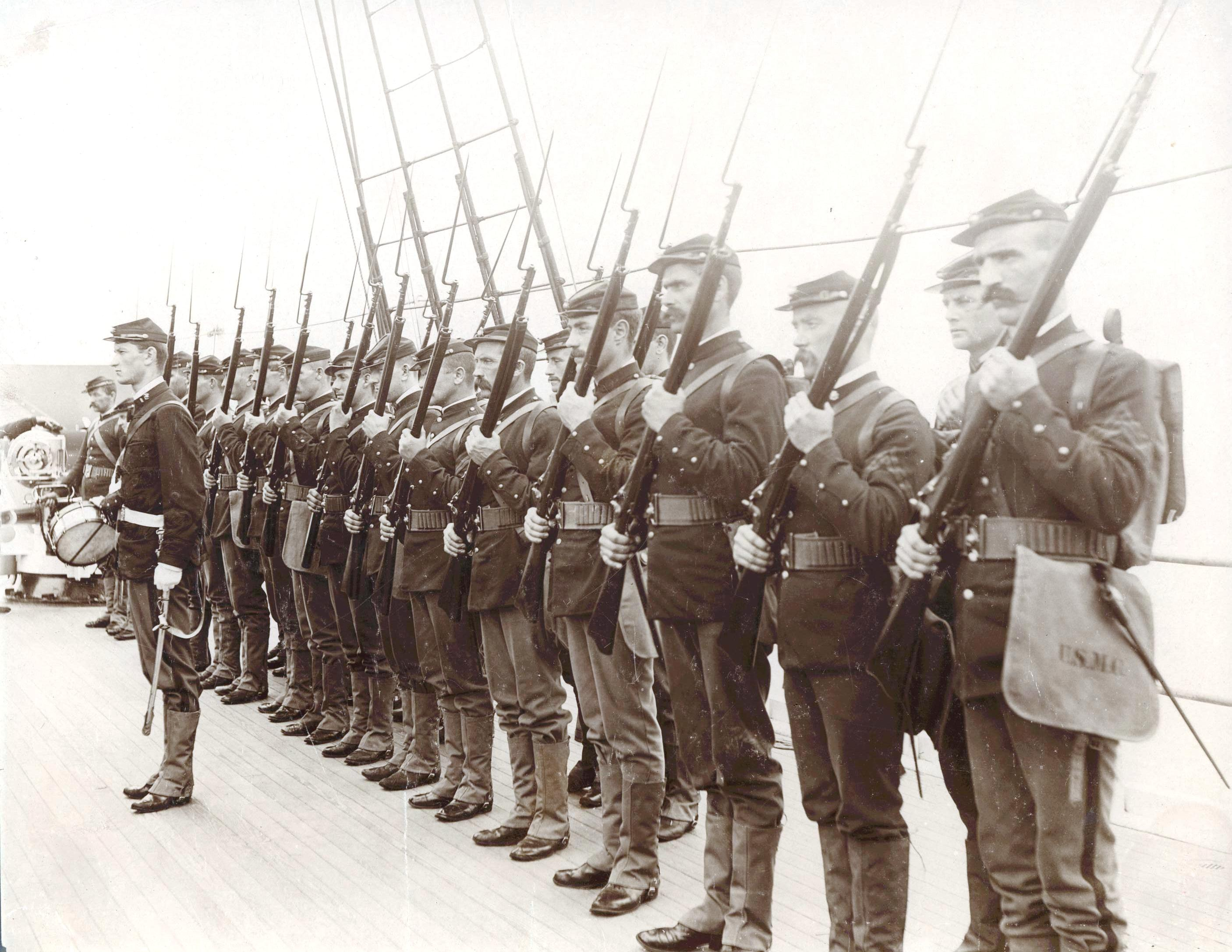
Wendell C. Neville ca. 1895 als Leutnant an Bord USS Maine, vor angetretener Abteilung der Marines

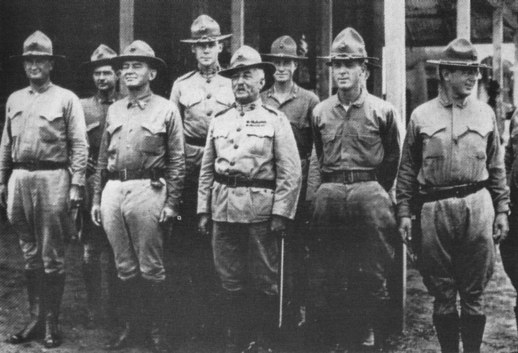
Die Offiziere der 1. Marine Brigade in Veracruz 1914. Vordere Reihe links Wendell C. Neville als Oberstleutnant

Er kehrte im Juli 1919 mit der von ihm geführten Brigade in die Vereinigten Staaten zurück. Im August 1920 zum Generalmajor befördert diente er zunächst als stellvertretender Befehlshaber (assistant commandant of the Marine Corps) und wurde später kommandierender General der Fleet Marine Force mit Sitz in San Francisco. Er war auch Kommandeur der Marines Kasernen in Quantico, Virginia. Als Nachfolger von John A. Lejeune wurde Neville am 5. März 1929 Commandant of the Marine Corps.
Am 23. Dezember 1929 brachte Neville es auf das Titelblatt des TIME-Magazine; die Titelgeschichte ordnete die Bedeutung der weltweit eingesetzten Angehörigen des Marine Corps im Rahmen der amerikanischen Rolle in der Weltpolitik ein.
Sein früher und plötzlicher Tod im aktiven Dienst am 8. Juli 1930 in Edgewater Beach, Annapolis, Maryland, beendete eine außergewöhnliche militärische Laufbahn. Er wurde auf dem Nationalfriedhof Arlington National Cemetery beigesetzt.

## Ehrungen und Auszeichnungen
In den 38 Dienstjahren bei dem U.S. Marine Corps wurden Neville zahlreiche Auszeichnungen verliehen.
Er trug die Medal of Honor, die Marine Corps Brevet Medal, die Navy Distinguished Service Medal, die Army Distinguished Service Medal, die China Relief Expedition Medal, die Spanish Campaign Medal, die Spanish War Service Medal, die Philippine Campaign Medal, die Nicaraguan Campaign Medal (1912), die Mexican Service Medal, die World War I Victory Medal (mit 5 Sternen), die Army of Occupation of Germany Medal.

„For distinguished conduct in battle engagements of Vera Cruz 21 and April 22, 1914. In command of the Second Regiment Marines, Lieutenant Colonel Neville was in both days' fighting and almost continually under fire from soon after landing, about noon on the 21st, until we were in possession of the city, about noon of the 22d. His duties required him to be at points of great danger in directing his officers and men, and he exhibited conspicuous courage, coolness and skill in his conduct of the fighting. Upon his courage and skill depended, in great measure, success or failure. His responsibilities were great and he met them in a manner worthy of commendation.“

„Für hervorragende Führung in den Gefechten von Veracruz am 21. und 22. April 1914. Als Kommandeur des Zweiten Regiments der Marines war kämpfte Oberstleutnant Neville an beiden Tagen unter fast durchgehendem Beschuss, von kurz nach der Landung, um die Mittagszeit des 21. Aprils, bis zur Einnahme der Stadt, um die Mittagszeit des 22. Aprils. Seine Aufgaben erforderten, dass er sich an Punkten großer Gefahr aufhielt, um seine Offiziere und Männer zu führen, und er zeigte auffallenden Mut, Kühle und Geschicklichkeit in seinem Verhalten. Von seinem Mut und seiner Geschicklichkeit hing in großem Maße der Erfolg oder Misserfolg ab. Seine Verantwortung war groß und er erfüllte sie in einer Weise, die Lob verdient.“

Frankreich zeichnete ihn mit dem Großkreuz der Légion d’honneur, dem Croix de guerre (mit 3 Palmenzweigen und 2 Sternen) sowie dem Fourragère zum Croix de guerre aus.
Neville erhielt fünf „ehrenvolle Nennungen“ (citations).
USS Neville (APA-9), ein Truppentransporter der Heywood-Klasse der U.S. Navy wurde nach ihm benannt.